# Єва Бієгас
Єва Бієгас (пол. Ewa Biegas; 03 березня 1977, Цешин, ПНР) — польська оперна співачка (сопрано).

## Біографія
Єва Бієгас народилася 3 березня 1977 року у Цешині. Закінчила Музичну академію (Катовиці).